# Methodos
Methodos e.V. ist eine Lerngemeinschaft mit Sitz in Freiburg, deren Ziel eine gemeinschaftliche Abiturvorbereitung ohne Schule und Anwesenheitspflicht ist.

## Geschichte
Methodos ging 2007 aus einer Oberschülerinitiative einer Freiburger Waldorfschule hervor. Die angehenden Abiturienten störten sich an dem gestiegenen Prüfungsdruck in der Oberstufe seitens der Schule, konnten aber mit der Schule keine Einigung erzielen. Als zwei beliebte Lehrer die Schule verließen, gründeten sie den Verein Methodos. Zu Anfang waren sie mit Kritik seitens des baden-württembergischen Kultusministeriums und des Philologenverbands konfrontiert. 2014 lernten bereits 17 Schüler gemeinsam für das Abitur. 2020 waren es 15 Schüler im Alter zwischen 17 und 20 Jahren.

## Finanzierung
Die Finanzierung läuft über Spenden, unter anderem von der Kant-Stiftung, und Eigenbeiträge (oftmals durch die Eltern). Damit werden primär (Nachhilfe)lehrer und -lehrerinnen und die Raummiete gedeckt. Diese bekommen deutlich weniger Geld als angestellte Lehrer. Aktuell sind 11 (Nachhilfe-)Lehrer angestellt.

## Ziele und Arbeitsweise
Methodos organisiert sich trotz offiziellem Vereinsvorstand basisdemokratisch. Allerdings haben weder Lehrer noch Eltern ein Stimmrecht.
In der Regel verlassen die Schüler ihre Schule nach der elften Klasse und bereiten sich in einem oder in zwei Jahren bei Methodos auf das Abitur vor. Die Abiturienten von Methodos verwalten sich selbst und lernen gemeinsam oder alleine. Allerdings stellen sie bei Bedarf für die unterschiedlichen Fächer auch verschiedene Lehrer ein, welche die Schüler spezifisch unterstützen sollen. Meistens sind dies pensionierte Lehrer, die früher an staatlichen Schulen unterrichtet haben und deshalb Erfahrungen bei den Abiturprüfungen haben.
Mittlerweile beinhaltet der Unterricht bei Methodos ca. 15–20 Wochenstunden, dem schließen sich noch Vor- und Nachbearbeitung zu den meisten Unterrichten an. Dies ist von den Mitgliedern von Methodos selbst gewählt, und gewährleistet, dass sich die Abiturienten intensiv mit den Unterrichtsinhalten auseinandersetzen können.
Methodos befindet sich zurzeit mit Hauptsitz im Kolping Bildungswerk in Freiburg im Breisgau, in dem sich die Mitglieder regelmäßig zum (gemeinsamen) Lernen treffen. Die Mitglieder bereiten sich als externe Abiturienten auf vier schriftliche und acht mündliche Prüfungen vor.
Der Verein ist Mitglied der Dachorganisation Demokratischer Schulen in Europa European Democratic Education Community (EUDEC) und erfüllt die Kriterien der EUDEC für eine Demokratische Schule.